# محمدرضا غفاری
محمدرضا غفاری (زادهٔ ۶ مرداد ۱۳۶۴) بازیگر اهل ایران است. او از سال ۱۳۸۴ توسط پوران درخشنده در فیلم رویای خیس وارد حرفهٔ بازیگری شد‌.

## فیلم‌شناسی

### سینما
| سال  | نام                       | کارگردان        |
| ---- | ------------------------- | --------------- |
| ۱۴۰۱ | پرونده باز است            | کیومرث پوراحمد  |
| ۱۳۹٧ | هفت و نیم                 | نوید محمودی     |
| ۱۳۹٧ | سونامی                    | میلاد صدرعاملی  |
| ۱۳٩۶ | چهل و هفت                 | احمد اطراقچی    |
| ۱۳٩۶ | جاده قدیم                 | منیژه حکمت      |
| ۱۳٩۶ | در وجه حامل               | بهمن کامیار     |
| ۱۳۹۵ | آباجان                    | هاتف علیمردانی  |
| ۱۳۹۵ | زار                       | نیما فراهی      |
| ۱۳۹۴ | در سکوت                   | ژرژ هاشم‌زاده    |
| ۱۳۹۴ | آخرین بار کی سحر را دیدی؟ | فرزاد موتمن     |
| ۱۳۹۴ | بیست هفته                 | مسعود قراگزلو   |
| ۱۳۹۳ | کوچه بی نام               | هاتف علیمردانی  |
| ۱۳۹۲ | برف                       | مهدی رحمانی     |
| ۱۳٩١ | گس                        | کیارش اسدی زاده |
| ۱۳٩١ | قاعده تصادف               | بهنام بهزادی    |
| ۱۳٩١ | فرشتگان قصاب              | سهیل سلیمی      |
| ۱۳٩٠ | انتهای خیابان هشتم        | علیرضا امینی    |
| ۱۳٩٠ | گیرنده                    | مهرداد غفارزاده |
| ۱۳۸۶ | ستاره های سوخته           | سیروس الوند     |
| ۱۳۸۵ | تله روباه                 | علیرضا اسحاقی   |
| ۱۳۸۴ | رویای خیس                 | پوران درخشنده   |

### تلویزیون
| سال  | نام                | کارگردان       |
| ---- | ------------------ | -------------- |
| ۱۳۹۸ | دل‌دار              | نوید محمودی    |
| ۱۳۹۶ | سایه‌بان            | نوید محمودی    |
| ۱۳۸۸ | آشپزباشی           | محمدرضا هنرمند |
| ۱۳۸۶ | یک مشت پر عقاب     | اصغر هاشمی     |
| ۱۳۸۳ | اگه بابام زنده بود | همایون اسعدیان |

### نمایش خانگی
| سال  | نام         | کارگردان       |
| ---- | ----------- | -------------- |
| ۱۴۰۳ | تاسیان      | تینا پاکروان   |
| ۱۳۹۹ | ملکه گدایان | حسین سهیلی‌زاده |

## خوانندگی
| سال  | نام          | توضیحات              |
| ---- | ------------ | -------------------- |
| ۱۳۹۹ | صفر تا صد    | در سریال ملکه گدایان |
| ۱۳۹۹ | اشکام آبرومه | در سریال ملکه گدایان |
| ۱۴۰۰ | شمع و نور    | در سریال ملکه گدایان |
| ۱۴۰۰ | تنهام        | در سریال ملکه گدایان |